# Bangalore Challenger 1993
Il Bangalore Challenger 1993 è stato un torneo di tennis facente parte della categoria ATP Challenger Series nell'ambito dell'ATP Challenger Series 1993. Il montepremi del torneo era di $25 000 e si è svolto nella settimana tra il 25 gennaio e il 31 gennaio 1993 su campi in terra rossa. Il torneo si è giocato a Bangalore in India.

## Vincitori

### Singolare
Andrea Gaudenzi ha sconfitto in finale  Srinivasan Vasudevan con il punteggio di 6–1, 6–4.

### Doppio
Donald Johnson /  Leander Paes hanno sconfitto in finale  Sean Cole /  Andrej Merinov con il punteggio di 6–4, 6–3.